# 鲁邦三世
《魯邦三世》，是加藤一彦的日本漫画作品。該作品以怪盜紳士亞森·羅蘋（アルセーヌ・ルパン阿爾塞努、魯邦）的孫子魯邦三世為主角，講述其與其他角色所經歷的冒險故事。
漫畫版於1967年8月10日首次出現於雙葉社的漫畫雜誌《漫畫ACTION》連載，其中故事則為帶有強烈出色的描寫，人物也擁有鮮明的性格特徵。後來陸續被改编为动画、遊戲、小説、真人電影、電視劇、舞台劇等作品。
當代，《魯邦三世》該系列的各個版本都受到了廣泛好評，其中主角魯邦三世的魅力被認為是該系列成功的主要因素。角色的聲優配音，由大野雄二製作的配樂的動畫改編作品也獲得了類似的好評；該系列影響了當前日本動畫及大量漫畫作品。至今仍為日本國民動畫的代表作品之一。

## 故事大綱
主角魯邦三世，全名：阿爾塞努．魯邦（アルセーヌ・ルパン），是怪盜紳士亞森·羅蘋的孫子，他被稱為世界上最傑出的盜賊，在偷東西前總是會發出預告信。他與拔槍只需0.3秒的神槍手次元大介、無所不斬的居合道高手石川五右衛門和神秘欧亚混血女盜賊峰不二子合作偷遍全世界。警視廳警部錢形幸一是錢形平次的後代，一直想要拘捕他們，但每一次都以失敗告終。

## 製作
《魯邦三世》由日本漫畫家加藤一彦以筆名Monkey Punch於1965年創作，他對系列的靈感來自莫理斯·盧布朗筆下名聞遐邇的世紀大盜亚森·罗宾 。在創作這個系列之前，他閱讀了盧布朗撰寫的15個故事。《魯邦三世》系列的原始的目的，是製作一部反映盧布朗筆下角色性格特徵的喜劇冒險系列。最初曾打算隱瞞亞森·羅蘋和魯邦三世這兩個虛構人物之間的血緣關係，但被其他人說服不要這樣做。
加藤一彦結合了亞森·羅蘋和詹姆士·龐德的元素，發展出魯邦三世此角色的性格，使他成為一個「無憂無慮、風流、吸睛的傢伙」。魯邦三世經常身穿一件紅色夾克，加藤一彦認為這是一種華麗、性感的顏色。
由於《魯邦三世》將在一本目標讀者為成年人的雜誌上連載，作者設計峰不二子以增加女性的存在。她的姓名來自富士山，並以「子」這一日本女性人名後綴。而她的姓氏「峰」象徵「頂峰」。峰不二子的角色概念來自《詹姆士·龐德》系列的龐德女郎，但每週設計一個新的女性角色對加藤一彥而言太過困難，因此加藤一彥最後將這些角色整合成同一角色。在系列作品的開頭，魯邦三世邂逅的許多女性都名為不二子，這些女性角色被視為不同的角色，在角色整合成峰不二子後，峰不二子被設定為一名經常改變風格的角色。。
次元大介的形象及性格參考則基於好萊塢演員詹姆士·柯本，特別是他在《豪勇七蛟龍》所飾演的布瑞特（Britt），他的名字含義具有反映他不落俗套的個性。
石川五右衛門的創建是為了將東亞元素融入西方系列。儘管魯邦和五右衛門原本是敵人，但加藤認為他們都站在同一條船上。儘管魯邦、不二子、次元和五右衛門經常為了自身的目標一起行動，但加藤認為他們不是一個真正的群體，因為他們有自己的個人利益。在漫畫中他們傾向個人行動，但在動畫改編版中，他們傾向以團隊形式協助對方行動。
錢形幸一的定位被定為魯邦的主要競爭對手，以創造「人類版本的《湯姆貓與傑利鼠》」。
當加藤一彦開始連載《魯邦三世》時，他原本正已連載另一個系列《Pinky Punky》，由於加藤喜歡「亡命之徒」形象的角色，而魯邦三世和Pinky Punky都以亡命之徒為中心人物。據他表示說，這讓他很容易寫兩個系列沒有太大的壓力。加藤在故事中，受到美國電視劇《神探可倫坡》和阿嘉莎·克莉絲蒂的小說等謎題和奧秘，也受到了《三劍客》和亞佛烈德·希區考克電影的啟發。加藤一彥認為魯邦三世和峰不二子的關係與《三劍客》中的達爾達尼央和米萊迪相似，並認為兩人之間有著不同於夫婦或情侶，而是作為男人和女人間的相處情趣，對於漫畫概念的另一個影響是《瘋狂雜誌》，加藤表示：「畫魯邦的魅力，是來自於角色能夠毫無障礙地去任何地方，並且能夠隨心所欲做他想做的任何事情。然而，這與錢形嚴格個性的吸引力產生了鮮明的對比。」。最初《魯邦三世》預計只有三個月的連載時間，但由於其受到讀者受到熱烈歡迎的程度，加藤繼續繪製《魯邦三世》。然而儘管他對《魯邦三世》的成功感到高興，但他對漫畫的受歡迎程度表示困惑。
加藤表示說他相信這個故事永遠不會結束，但如果必須這樣，錢形和魯邦都必須平等地結束。他們要么失敗，要么都贏，要么都變得很老。

## 漫畫
《魯邦三世》由加藤一彥編劇和繪圖。於1967年8月10日由雙葉社《漫畫ACTION》連載，共94章。從1971年8月12日起，被稱為《魯邦三世新冒險》的附加章節發行。 TOKYOPOP在北美授權該系列，並在2002年12月10日至2004年7月6日發行之間的所有14卷。TOKYOPOP版改編自1989年的中央公論新社版。
加藤一彥於1977年6月23日至1981年開始在《漫畫ACTION》中連載第二部漫畫系列《新魯邦三世》， 1996年5月至7月期間，英國雜誌《Manga Mania》出版了三個章節。TOKYOPOP在2004年9月7日至2007年7月10日期間獲得了第二個系列的授權，並發行了前九卷，由於漫畫銷量較低，最後TOKYOPOP後來取消了該系列。
自1997年以來，多位藝術家創作了一系列《魯邦三世》漫畫系列，並在多家雙葉社雜誌上發布。2004年8月27日，雙葉社推出了《魯邦三世 Official Magazine》，這是一本由多位作者聯合創作的魯邦三世漫畫季刊。
2009年和2014年間，阿部豐和丸傳次郎曾製作了三章改編《鲁邦三世VS名侦探柯南》和《鲁邦三世VS名侦探柯南 THE MOVIE》的漫畫，並於小學館《週刊少年Sunday》連載。
由佐伯庸介撰寫、內內櫸(内々けやき)插圖的伊衍生漫畫《魯邦三世 異世界的公主》於 2021年8月26日在秋田書店的《週刊少年Champion》中開始連載。
| 連載年份       | 作品名稱         | 卷數（話數）      |
| -------------- | ---------------- | ----------------- |
| 1967年－1969年 | 魯邦三世（舊版） | 全94話            |
| 1970年         | 魯邦三世外傳     | 單篇              |
| 1971年         | 魯邦三世新冒險   | 全36話            |
| 1977年         | 新魯邦三世       | 全189話+番外篇1話 |

### 衍生作
| 連載年份       | 作品名稱                            | 卷數（話數） | 創作者                                        |
| -------------- | ----------------------------------- | ------------ | --------------------------------------------- |
| 1997年         | 魯邦三世S                           | 全1卷        | 監修：加藤一彥 作畫：Shusay 編劇：高口里純    |
| 1998年－2003年 | 魯邦三世Y                           | 全20卷       | 監修：加藤一彥 作畫：山上正月                 |
| 2009年         | M.F.C. 女泥棒会社峰不二子カンパニー | 全2卷        | 原作：加藤一彥 作畫：鈴木イゾ                 |
| 2010年－2017年 | 警部銭形                            | 全12卷       | 原作：加藤一彥 作畫：岡田鯛                   |
| 2014年－       | 魯邦三世H                           | 出版4卷      | 原作：加藤一彥 作畫：早川ナオヤ 監修：TMS娛樂 |
| 2014年         | 魯邦三世B                           | 全1卷        | 原作：加藤一彥 作畫：馬場民雄 監修：TMS娛樂   |
| 2014年－       | 十三代目 石川五右衛門               | 出版2卷      | 原作：加藤一彥 作畫：星和弥                   |

## 動畫
截至2025年，《鲁邦三世》系列共有有6部電視動畫（+1個外傳版）、27部電視特別篇（+1個額外版）、9部電影、1部跨界電影。此外還製作了10部OVA。
動畫背景設定在製作時幾乎設定在當代，很多作品都是根據當時的國際形勢和趨勢，但也有設定在早期原創漫畫連載時期的1960年代後期。所有作品均在日本電視網協議會
播出，由讀賣電視台、日本電視台和TMS娛樂製作，TMS子公司電信動畫電影負責製作部分電視特輯、第2季、第4和5季的部分劇集以及戲劇短劇的動畫。

### 電視動畫
| 播映年份       | 系列     | 作品名稱                      | 集數    |
| -------------- | -------- | ----------------------------- | ------- |
| 1969年         | 電視試播 | 鲁邦三世 電視試播film         |         |
| 1971年－1972年 | PART1    | 鲁邦三世 PART1                | 共23話  |
| 1977年－1980年 | PART2    | 鲁邦三世 PART2                | 共155話 |
| 1984年－1985年 | PART3    | 鲁邦三世 PART3                | 共50話  |
| 2012年         | 外傳     | 魯邦三世 -名為峰不二子的女人- | 共13話  |
| 2015年－2016年 | PART4    | 鲁邦三世 PART4                | 共26話  |
| 2018年         | PART5    | 鲁邦三世 PART5                | 共24話  |
| 2021年－2022年 | PART6    | 魯邦三世 PART6                | 共24話  |

### 電視特別篇
| 播映年份 | 系列     | 作品名稱                                          | 導演                 |
| -------- | -------- | ------------------------------------------------- | -------------------- |
| 1989年   | 第1作    | 魯邦三世 再見，自由女神。危機一刻！               | 柏原寬司             |
| 1990年   | 第2作    | 魯邦三世 海明威手稿之謎                           | 出崎統               |
| 1991年   | 第3作    | 魯邦三世 拿破崙辭典爭奪戰                         | 出崎統               |
| 1992年   | 第4作    | 魯邦三世 俄羅斯之戀                               | 出崎統               |
| 1993年   | 第5作    | 魯邦三世 魯邦暗殺指令                             | おおすみ正秋         |
| 1994年   | 第6作    | 魯邦三世 燃燒的斬鐵劍                             | 奥脇雅晴             |
| 1995年   | 第7作    | 魯邦三世 追尋哈里毛的寶藏                         | 出崎統               |
| 1996年   | 第8作    | 魯邦三世 暮色☆雙子鑽石的秘密                      | 杉井ギサブロー       |
| 1997年   | 第9作    | 魯邦三世 華瑟P38                                  | 矢野博之             |
| 1998年   | 第10作   | 魯邦三世 炎之記憶～東京危機～                     | 篠原俊哉             |
| 1999年   | 第11作   | 魯邦三世 愛的記號～不二子的倒霉日～               | 渡邊慎一             |
| 2000年   | 第12作   | 魯邦三世 一美元的戰爭                             | 殿勝秀樹             |
| 2001年   | 第13作   | 魯邦三世 通往惡魔島                               | 殿勝秀樹             |
| 2002年   | 第14作   | 魯邦三世 Episode:0 初次交鋒                       | 大原實               |
| 2003年   | 第15作   | 魯邦三世 寶物返還大作戰                           | 川越淳               |
| 2004年   | 第16作   | 魯邦三世 被盜的魯邦～模仿者是盛夏之蝶～           | 植田秀仁             |
| 2005年   | 第17作   | 魯邦三世 天使的策略～夢的碎片是殺人的香味～       | 宮繁之               |
| 2006年   | 第18作   | 魯邦三世 七日狂想曲                               | 龜垣一               |
| 2007年   | 第19作   | 魯邦三世 霧之迷                                   | 增田敏彦             |
| 2008年   | 第20作   | 魯邦三世 Sweet Lost Night～魔法神燈是噩夢的預兆～ | 網野哲郎             |
| 2009年   | 特别合作 | 鲁邦三世VS名侦探柯南                              | 龜垣一               |
| 2010年   | 第21作   | 魯邦三世 The Last Job                             | 網野哲郎             |
| 2011年   | 第22作   | 魯邦三世 血之刻印 ～永遠的美人魚～                | 瀧口禎一             |
| 2012年   | 第23作   | 魯邦三世 東方見聞錄～Another Page～               | 龜垣一               |
| 2013年   | 第24作   | 魯邦三世 微風公主～隱藏的空中都市～               | 金崎貴臣             |
| 2016年   | 第25作   | 魯邦三世 義大利遊戲                               | 友永和秀、矢野雄一郎 |
| 2019年   | 第26作   | 魯邦三世 再見了伙伴                               | 川越淳               |
| 2019年   | 第27作   | 鲁邦三世 過去的监狱                               | 辻初樹               |

### 電影版
| 播映年份 | 系列     | 作品名稱                        | 導演                   | 編劇               |
| -------- | -------- | ------------------------------- | ---------------------- | ------------------ |
| 1978年   | 第1作    | 鲁邦三世 鲁邦VS複製人           | 吉川惣司               | 大和屋竺、吉川惣司 |
| 1979年   | 第2作    | 魯邦三世 卡里奧斯特羅城         | 宮崎駿                 | 宮崎駿、山崎晴哉   |
| 1985年   | 第3作    | 鲁邦三世 巴比倫的黄金傳說       | 鈴木清順、吉田茂承     | 大和屋竺、浦澤義雄 |
| 1987年   | 第4作    | 鲁邦三世 風魔一族的陰謀         | 大關雅幸               | 内藤誠             |
| 1995年   | 第5作    | 鲁邦三世 去死吧！諾斯特拉達姆斯 | 伊藤俊也、白土武       | 柏原寛司、伊藤俊也 |
| 1996年   | 第6作    | 鲁邦三世 DEAD OR ALIVE          | Monkey Punch、矢野博之 | 柏原寛司           |
| 2013年   | 特別合作 | 鲁邦三世VS名偵探柯南 THE MOVIE  | 龜垣一                 | 前川淳             |
| 2019年   | 第10作   | 魯邦三世 THE FIRST（3DCG）      | 山崎貴                 | 山崎貴             |
| 2025年   | 第11作   | LUPIN THE IIIRD 不死之身的血族  | 小池健                 | 高橋悠也           |

### OVA
| 播映年份 | 系列         | 作品名稱                         | 導演           |
| -------- | ------------ | -------------------------------- | -------------- |
| 1987年   | 第1作        | 魯邦三世 風魔一族的陰謀          | 大塚康生(監修) |
| 1989年   | 映像集       | 鲁邦三世 秘密檔案                | －             |
| 2002年   | 第2作        | 鲁邦三世 活下來的魔術師          | 浜津守         |
| 2008年   | 第3作        | 鲁邦三世 GREEN vs RED            | 宮繁之         |
| 2012年   | 動畫40周年   | 鲁邦三世 Master File             | －             |
| 2012年   | 紀念映像集   | 鲁邦ShanShee                     |                |
| 2014年   | 延伸作品系列 | LUPIN THE IIIRD 次元大介的墓碑   | 小池健         |
| 2017年   | 延伸作品系列 | LUPIN THE IIIRD 血煙的石川五衛門 | 小池健         |
| 2018年   | 原作50周年   | 魯邦現在還在燃燒嗎？             |                |
| 2019年   | 延伸作品系列 | LUPIN THE IIIRD 峰不二子的謊言   | 小池健         |

- 《鲁邦三世：風魔一族的陰謀》實質上並無正式的導演擔當者，大塚康生是以「監修」名義參與此作。
- 《鲁邦三世：活下來的魔術師》評價極低，有人稱之為「史上最差之魯邦動畫」
- Flash動畫《鲁邦ShanShee》為動畫化四十周年紀念映像集

### 網路動畫
| 播映年份       | 作品名稱                       | 導演               | 編劇       |
| -------------- | ------------------------------ | ------------------ | ---------- |
| 2022年－2023年 | LUPIN ZERO                     | 酒向大輔           | 大河內一樓 |
| 2023年         | 魯邦三世VS貓眼                 | 靜野孔文、瀨下寬之 | 葛原秀治   |
| 2025年         | LUPIN THE IIIRD 錢形與兩個魯邦 | 小池健             | 高橋悠也   |

## 真人版

### 電影
| 首映日期       | 作品名稱             | 導演     | 編劇     |
| -------------- | -------------------- | -------- | -------- |
| 1974年8月3日   | 魯邦三世：念力珍作戰 | 坪島孝   | 長野洋   |
| 2014年8月30日  | 世紀怪盜：魯邦三世   | 北村龍平 | 水島力也 |
| 2023年10月13日 | 次元大介             | 橋本一   | 赤松義正 |

### 電視劇
| 播映日期      | 作品名稱 | 編劇     |
| ------------- | -------- | -------- |
| 2017年2月10日 | 錢形警部 | 山浦雅大 |

### 舞台劇
| 活動日期       | 作品名稱                  | 編劇・演出 |
| -------------- | ------------------------- | ---------- |
| 1998年11月     | 魯邦三世 I'm LUPIN        | 星野隆     |
| 2015年1月～3月 | 魯邦三世 追踪女王的項鍊！ | 小柳奈穂子 |

## 遊戲
遊戲
（Game_óLupin_t3rd）
- Arcade 魯邦三世（1980 年，Taito，街機遊戲）
- Arcade Cliffhanger（1983 年，Stern Electronics，街機遊戲）

魯邦三世：巴塞隆納洞穴逃亡行動（1984，紀元，超級卡帶視覺）
- FC 魯邦三世潘朵拉的遺產（1987 年，Bandai Namco Entertainment（Namco 品牌），家庭電腦）

魯邦三世：卡廖斯特羅城堡（1985 年，Movic/Toho，PC-8801/FM-7/X1）
魯邦三世：卡廖斯特羅城堡 (1987，Toho，MSX)
魯邦三世：巴比倫的黃金傳說 (1988, Toho, MSX)
魯邦三世：巴比倫的黃金傳說 (1989，東寶，PC-8801)
魯邦三世：香港邪惡之手（1990，CSK研究所，FM-TOWNS）
它的賣點是全程收錄了山田康夫新錄製的聲音，這在當時是很少見的。 Theater Echo 簽約協助選角，因此當時的劇團成員曾我部和也、小林優子和小池浩二負責客串角色。請注意，其他盧平幫成員沒有配音。歌曲的部分內容採用了樂團原創編曲的《魯邦三世主題曲》。
SD 魯邦三世～安全破壞行動～（1990 年，Bandai Namco Entertainment（Banpresto 品牌），Game Boy）
- SFC魯邦三世追尋的傳奇寶藏（1994年，Epoch，超級紅白機）
- SS 魯邦三世主文件（1996 年，MIZUKI，世嘉土星）

資料庫軟體，包含從第一部電視劇到《萌葉斬鐵拳》的所有動漫作品。
- PS 盧平三世：卡廖斯特羅城堡 - 重聚 - （1997 年，Asmik Ace，PlayStation）

一款冒險遊戲，其原創故事描繪了“卡廖斯特羅城堡”的後果。
- SS 盧平第三編年史（1997 年，Spike，世嘉土星）
- SS_TV 第 1 和第 2 系列「Lupin VS Duplicate Man」和「Castle of Cagliostro」的資料庫軟體。

魯邦三世：金字塔賢者（1998 年，阿斯米克·艾斯，世嘉土星）
- PS_D2 漫畫魯邦三世（1998 年，Daiki，PlayStation）

帶音頻的數位漫畫。 Monkey Punch 進行了新配音演員試鏡，演員陣容已完全更新。
- Arcade 魯邦三世 TheSHOOTING（2001 年，世嘉，街機遊戲）
- PS2 魯邦三世_魔法王的遺產（2002 年，Bandai Namco Entertainment（Banpresto 品牌），PlayStation 2）
- Arcade 盧平三世打字（2002 年，世嘉，街機遊戲）

魯邦三世：消失在海中的寶藏（2003 年，阿斯米克艾斯，任天堂 GameCube）
- PS2 魯邦三世：哥倫布的遺產被染成朱紅（2004 年，Bandai Namco Entertainment（Banpresto 品牌），PlayStation 2）

魯邦三世～四把鑰匙是寶石的光芒～（2005年，萬代南夢宮娛樂（Banpresto品牌），獎章遊戲）
- PS2 魯邦三世：魯邦之死，澤形之愛（2007 年，萬代南夢宮娛樂（Banpresto 品牌），PlayStation 2）

Medal Frontier《魯邦三世：三顆寶石是路標》（2007年，萬代南夢宮娛樂（Banpresto品牌），Medal Game）
- DS 魯邦三世_史上最大的腦戰（2010，萬代南夢宮娛樂，任天堂 DS）

也是魯邦三世遊戲系列中的第一部「CERO C」（適合15歲以上）作品。
魯邦三世：另一個同謀（2010，TMS Entertainment + Butterfly、Mobage Town、社交遊戲）
魯邦三世卡牌大戰（2012 年，TMS Entertainment + ForGroove、Mobage、社群遊戲）
魯邦三世卡牌大戰（2012，TMS Entertainment + ForGroove，FP 版 mixi，社群遊戲）
Fujiko Mine Battle Poker（2013 年，TMS Entertainment + Epics、Yahoo! Mobage、社群遊戲）
真實逃脫遊戲 x 魯邦三世《逃離聖馬利諾城堡》（2015年，SCRAP，體驗式遊戲）
長跑在東京原宿的常設工作室原宿冷吉Obscrap舉辦了約兩個半月，在名古屋矢場町的常設工作室名古屋冷吉Obscrap和大阪常設工作室大阪冷吉Obscrap舉辦了約一個半月。在齋橋三大城市舉辦期間，活動巡迴了全國25個城市。另外，與後述的「黑色博物館滲透行動」聯合，在東京神秘馬戲團四樓再次舉辦了約一個月的活動。身為魯邦家族的學徒，參與者與魯邦三世一起闖入聖馬力諾城堡的鑰匙塔，落入錢形設下的陷阱，但他們充分利用各種謎團，透過收發器與魯邦和次元進行交流完成任務的條件是在一小時內偷走瑪麗安托瓦內特的項鍊並逃離聖馬力諾城堡的鑰匙塔。
真實滲透遊戲×魯邦三世「黑色博物館滲透行動」（2019，SCRAP，體驗式遊戲）
幾乎每天都在東京新宿東京神秘馬戲團3樓的真實滲透空間舉行。原定於2020年9月底左右結束，但由於受到SARS冠狀病毒2影響而無法使用的用戶大量請求，因此延長至同年11月的假期。參與者作為新手盜賊，與盧平和他的朋友們一起潛入博物館，在設置了各種陷阱的情況下，他們拿著槍和錢形潛入保安人員，尋找幻寶石“瑪麗亞之眼”。偷竊。
會場內也將發售帶拼圖的帶回家的透明文件夾（共4種，羽扇豆、不二子、羽扇豆幫的3種，另一種是整套附帶的）。
哥吉拉節2019巡迴解謎遊戲哥吉拉VS魯邦三世保護幻影「繪畫素描」！ （2019年，阿索比工廠，體驗式遊戲）
真實逃脫遊戲 x 盧平三世《逃離倫敦陷阱塔》（2022，SCRAP，體驗式遊戲）
除了東京新宿東京神秘馬戲團4樓的秘密吉拉博小館外，全國還有札幌、仙台、福岡（福岡天神店）、名古屋、橫濱、岡山、大阪等8家實體逃脫遊戲店（大阪心齋橋店）舉辦城市巡演。參與者都是盜賊團伙的盜賊，擁有出色的密碼破譯能力，盧平三世要求他們與她合作，趁夏洛克·福爾摩斯不在的時候，她綁架了莉莉·華生，莉莉·華生將她帶到了一座充滿了歷史的建築。